# 可互換零件
可互換零件是指一些規格和用途都相同的零件。可互换零件是依照技术规格而制造，以确保几乎完全相同，而且无需任何定制便能够与同类组件匹配。这种互换性令设备的安裝和维修难度降低、耗时缩短，同时最大限度地降低了对安裝或维修人员的技能要求。美国发明家伊莱·惠特尼是早起提出这一概念的人之一。
零件的互换性是通过结合机械加工操作的一些创新和改进以及一些机床的发明实现的，如滑架车床、螺纹切削车床、转塔车床、铣床和金属刨床。除此之外，用于机床引导夹具的发明也是至关重要的，这些夹具可以将工件固定在适当位置，用于检查成品零件的精度。随着电气化时代的到来，生产效率的提高，大规模生产可互换零件变得更加容易。而在现代社会，随着数控机床的普及，生产可互换零件变得更加容易。

## 首次使用
人类最早使用可互换零件的历史可追溯到两千年前的迦太基，在第一次布匿战争中就得到了应用。迦太基拥有强大的海军，其船只有标准化可互换零件，甚至带有类似于“标签A到插槽B”的装配说明。